# Salmour
Salmour település Olaszországban, Piemont régióban, Cuneo megyében. Lakosainak száma 709 fő (2023. január 1.). Salmour Bene Vagienna, Cervere, Cherasco, Narzole és Fossano községekkel határos.

## Népesség
A település lakossága az elmúlt években az alábbi módon változott:
| Lakosok száma | 703  | 719  | 709  |
|               | 2017 | 2018 | 2023 |